# Jedwabne
Jedwabne – miasto w województwie podlaskim, w powiecie łomżyńskim, siedziba gminy miejsko-wiejskiej Jedwabne.
Prywatna wieś szlachecka położona była w drugiej połowie XVI wieku w powiecie wiskim ziemi wiskiej województwa mazowieckiego. Jedwabne uzyskało lokację miejską w 1736 roku, zdegradowane po 1827 roku, ponowne nadanie praw miejskich w 1927 roku. W latach 1960–1972 miasto było siedzibą władz gromady Jedwabne. W latach 1975–1998 miasto administracyjnie należało do woj. łomżyńskiego.
Według danych GUS z 1 stycznia 2024 r. miasto zamieszkiwało 1676 mieszkańców.
Miejscowość jest położona na Wysoczyźnie Kolneńskiej. W miasteczku swój początek ma struga Jedwabianka mająca swoje ujście w Narwi (okolice Wizny).
W miejscowości znajduje się kościół, który jest siedzibą parafii pw. św. Jakuba Apostoła. W strukturze Kościoła rzymskokatolickiego parafia należy do metropolii białostockiej, diecezji łomżyńskiej i dekanatu Jedwabne.

## Historia
Pierwsza wzmianka o Jedwabnem pojawiła się w roku 1455. Wieś Jedwabne powstała w wyniku akcji osadniczej prowadzonej przez księcia mazowieckiego Janusza I Starszego. Wieś powstała na terenie niestałej osady, Jedwabne siedliska, nad rzeczką Wiźnicą, na szlaku Wizna – Kubra. Założycielem wsi był najprawdopodobniej podsędek wiski Jan Bylica ze Ślubowa w ziemi zakroczymskiej, który podpisywał się jako „Johannes Bylica de Jedwabne subiudex terrestis Visnensis”. W wyniku starań Jana Bylicy powstał tu w 1417 roku pierwszy drewniany kościół (pod wezwaniem Nawiedzenia Najświętszej Marii Panny, Świętego Jakuba i Wszystkich Świętych), wzmiankowany w dokumentach z roku 1448. Wieś Jedwabne należała do rodziny Jedwabińskich, natomiast w 1680 roku, po śmierci ostatniego z nich, wieś przeszła w ręce Kraszewskich.
W roku 1736 właścicielem wsi został stolnik łomżyński Antoni Rostkowski. Z jego inicjatywy 17 lipca 1736 r. król August III nadał dla Jedwabnego magdeburskie prawa miejskie i prawo na odbywanie cotygodniowych targów w niedzielę oraz pięciu jarmarków w roku. W tym okresie w Jedwabnem znajdowały się, wybudowany w latach 1737–1738, drewniany kościół z dwuwieżową fasadą, oraz synagoga wzniesiona około 1770 roku. W 1777 roku, płacąc 20 000 zł, nowym właścicielem Jedwabnego został Stanisław Rembieliński, sekretarz gabinetowy króla Stanisława Augusta, chorąży i poseł ziemi wiskiej (w tym samym roku w mieście było 51 domów, zamieszkanych przez 306 mieszkańców, przede wszystkim Żydów). Pod koniec XVIII wieku powstały w Jedwabnem fabryki sukna. Od 1795 roku miasto znajdowało się pod zaborem pruskim, następnie w roku 1807 objęte zostało obszarem Księstwa Warszawskiego, które w 1815 r. przekształcono w Królestwo Polskie. Do roku 1841 właścicielem Jedwabnego był Rajmund Rembieliński. Po jego śmierci, dobra jedwabieńskie odziedziczył jego syn Eugeniusz Rembieliński. W 1851 r. w Jedwabnem pracowało już 17 warsztatów tkackich, zatrudniających 36 robotników. Pod względem wartości produkcji Jedwabne zajmowało wówczas 11. miejsce w Królestwie. W 1862 roku w Jedwabnem zainstalowanych było 11 mechanicznych i 13 ręcznych krosien. Zakłady podupadły po powstaniu styczniowym. W 1866 roku miasto utraciło prawa miejskie. 8 kwietnia 1909 roku Kazimierz Skarżyński sprzedał jedwabieński majątek Aleksandrze Marcinkowskiej. Na początku XX w. w miejscowości znajdowały się zakłady wyrobów włókienniczych.

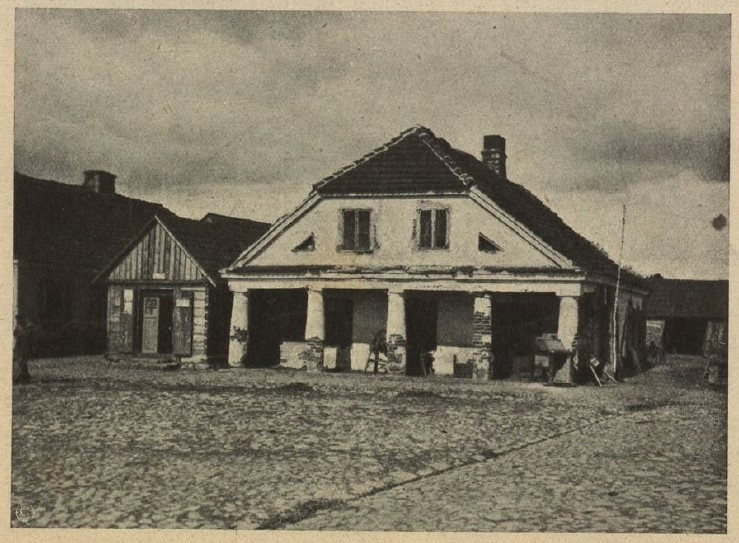
Kuźnia ok. 1915 r.

W okresie I wojny światowej Jedwabne było miejscem bardzo zaciekłych walk pozycyjnych, w czasie których zniszczono zakłady wyrobów włókienniczych. Pozostałością walk jest niemiecki cmentarz wojskowy w Jedwabnem i w Orlikowie.
W maju 1918 roku właścicielami dóbr zostali Helena i Henryk Prusowie. Latem 1920 powstał tutaj tzw. rewkom, w działalność którego zaangażowali się szczególnie Żydzi. W 1927 roku Jedwabne odzyskało prawa miejskie. W kwietniu 1936 roku prawa własności do część nieruchomości majątku Jedwabne przeniesione zostały na córkę i zięcia Heleny Prus, Irenę i Ferdynanda Hartwigów.
Proboszczem Jedwabnego był od 1931 do lipca 1940 roku ks. Ryszard Marian Szumowski, aresztowany przez NKWD i skazany na śmierć w Mińsku w styczniu 1941.

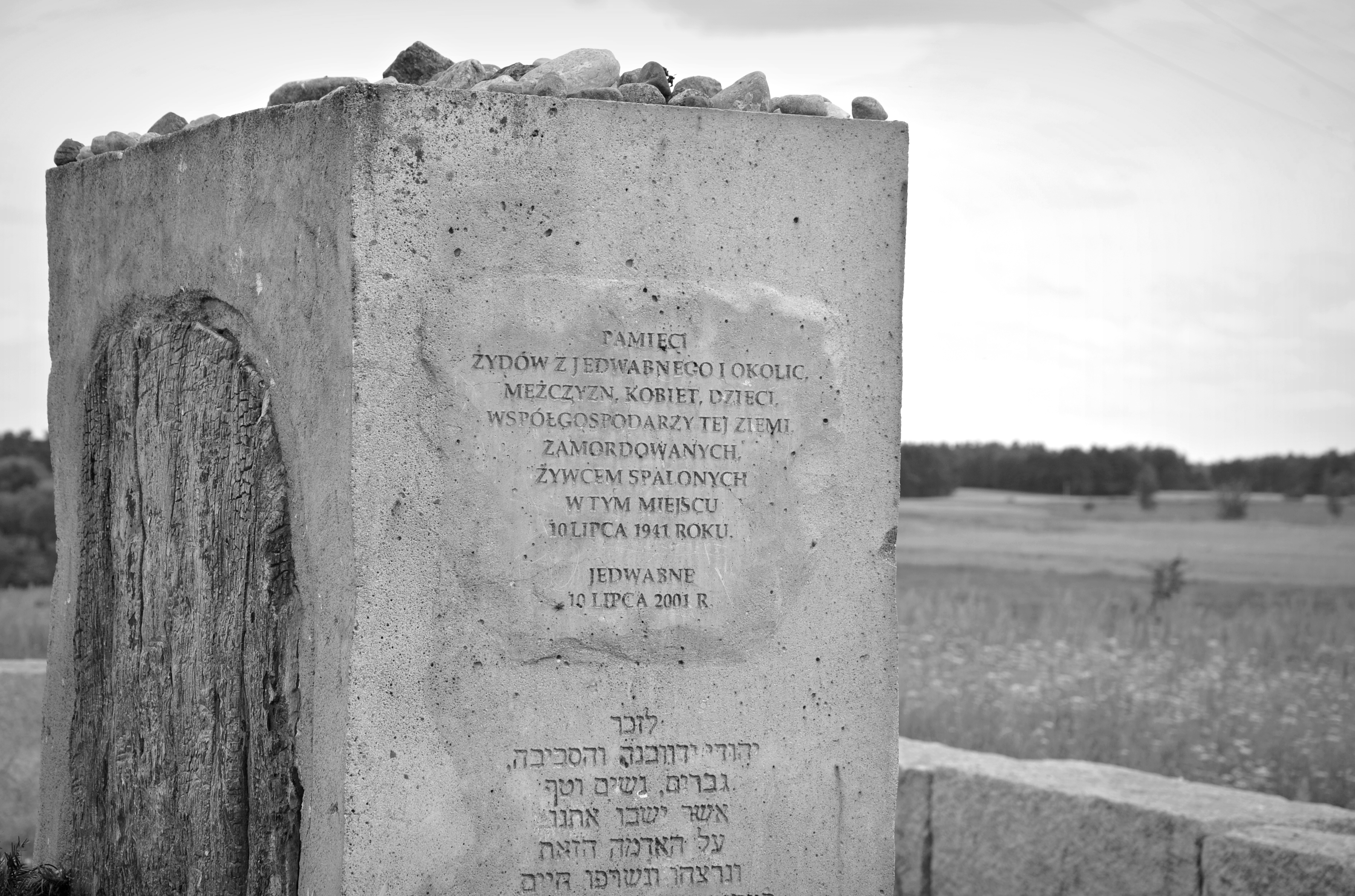
Fragment pomnika upamiętniającego pomordowanych Żydów z Jedwabnego

2 września 1939 r. miasto zajęły wojska niemieckie. Ani podczas ich bytności, ani po wycofaniu się i przed przybyciem wojsk radzieckich, nie doszło do żadnych incydentów wymierzonych przeciwko Żydom. 27 września, po wkroczeniu jednostek Armii Czerwonej, Jedwabne zostało zaanektowane przez Związek Radziecki. Działalność rozpoczęły wówczas polskie organizacje podziemne, a oddział partyzancki stacjonujący na uroczysku Kobielne uległ rozbiciu przez Rosjan. 22 czerwca 1941 Jedwabne zostało zajęte przez Niemców. 10 lipca 1941 miasto stało się miejscem mordu co najmniej 340 Żydów przez Polaków z inspiracji Niemców. Po wojnie aresztowano i skazano dziesięciu z uczestników zbrodni. W 2001 na miejscu zbrodni odsłonięto pomnik, który zastąpił wcześniejsze upamiętnienie z błędnym napisem o sprawcach pogromu oraz liczbie ofiar.
W lipcu 1941, bezpośrednio po pogromie, w Jedwabnem utworzono getto dla ok. 100 ocalałych Żydów. Zostało ono zlikwidowane jesienią 1942, a ludność żydowską wywieziono do getta w Łomży.
W wyniku reformy rolnej z 1944 roku ziemie majątku Jedwabne rozparcelowano, a dworek przejęto na cele kulturalne gminy Jedwabne.
W dniu 29 września 1948 roku, Jedwabne zostało opanowane przez oddział Narodowego Zjednoczenia Wojskowego (NZW) dowodzony przez porucznika Stanisława Franciszka Grabowskiego ps. „Wiarus”. Żołnierze NZW po systematycznym zerwaniu łączności telefonicznej i zablokowaniu posterunku Milicji Obywatelskiej przy użyciu erkaemów, opanowali Urząd Gminy. Z Urzędu Gminy żołnierze NZW zabrali księgi podatkowe i korespondencję, natomiast ze spółdzielni Samopomocy Chłopskiej zarekwirowali różnego rodzaju towary niezbędne do dalszej walki zbrojnej. Na rynku odbył się wiec, na którym porucznik Grabowski wezwał ludność Jedwabnego do konsekwentnego stawiania oporu władzom komunistycznym.
W 2012 r. z granic miasta wyłączono łącznie obszar 692,847 ha (miejscowości Kajetanowo, Biczki, Kosaki-Turki).

## Zabytki
Zabytkami są:

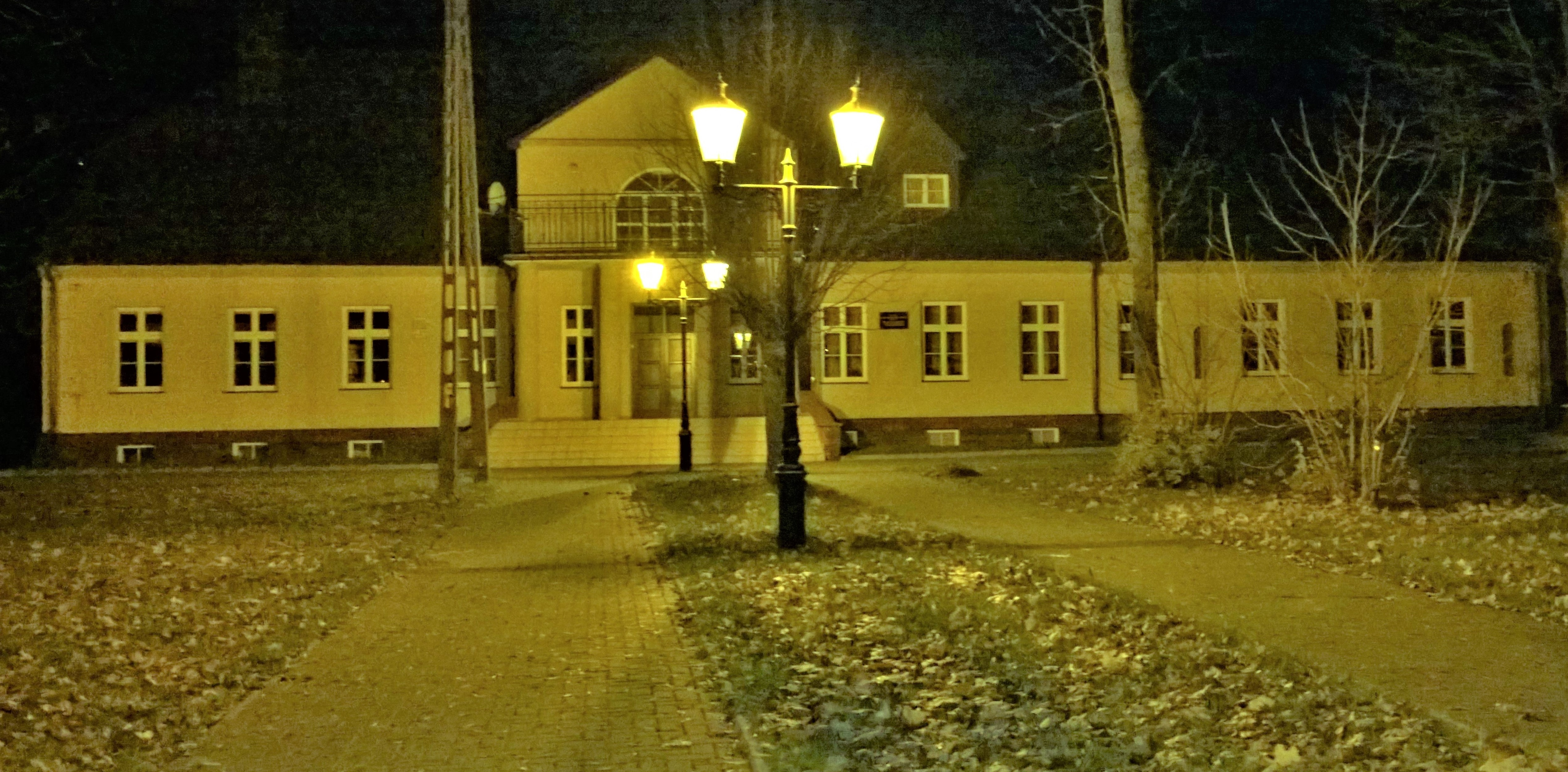
Zespół dworski w Jedwabnem

Miasto posiada historyczny układ przestrzenny z prostokątnym układem ulic oraz placem w centralnej części. W głównej części miasta znajduje się kościół parafialny pw. św. Jakuba Apostoła z 1926 r. Za budynkiem kościoła otoczonym wybudowanym w latach 1926–1935 murem, znajduje się plebania z końca XIX w.
Zabytkowy cmentarz wojenny z I wojny światowej żołnierzy niemieckich znajduje się blisko cmentarza rzymskokatolickiego, na którym znajdują się 4 zabytkowe nagrobki z lat 1907–1945. Kolejne miejsce pochówku to cmentarz żydowski z I połowy XIX w. oraz mogiła z II wojny światowej upamiętniona pomnikiem z 1941 r.
Pod ochroną znajduje się również młyn motorowo-elektryczny.
Obok zabytkowego zespołu dworskiego, należącego kiedyś do Rembelińskich, Rozbielińskich i Skarżyńskich, datowanego na II połowę XVIII-XIX w. rośnie park dworski z aleją kasztanową.

## Demografia
Liczba ludności w roku:
- 1808 – 474 w tym Żydów – 325
- 1827 – 547 w tym Żydów – 324
- 1897 – 2505. w tym Żydów – 1941[19]

Według Powszechnego Spisu Ludności z 1921 roku zamieszkiwało:
- w osadzie miejskiej – 1222 osoby, 442 było wyznania rzymskokatolickiego, 23 ewangelickiego a 757 mojżeszowego. Jednocześnie 459 mieszkańców zadeklarowało polską przynależność narodową, 6 niemiecką a 757 żydowską. Było 113 budynków mieszkalnych.
- w folwarku – 131 osób w 5 budynkach mieszkalnych[20].

W latach 2012–2018 miasto Jedwabne zajmowało miejsca od 24 do 30 w rankingu miast najmniejszych pod względem liczby ludności. Zgodnie ze stanem na 31.12.2018 r. w mieście mieszkały 1632 osoby, w tym 806 mężczyzn i 826 kobiet.

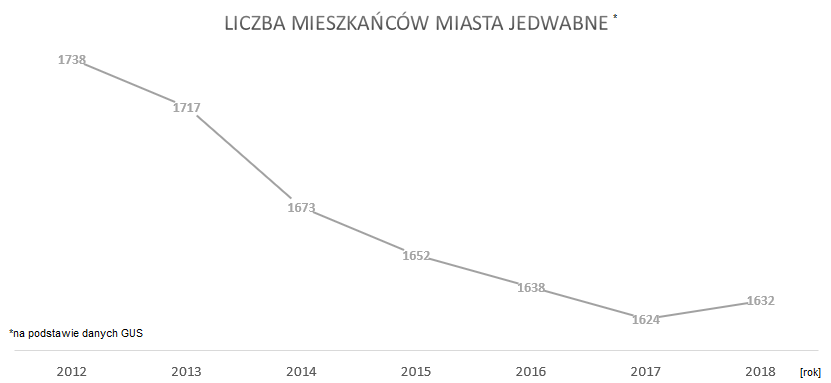

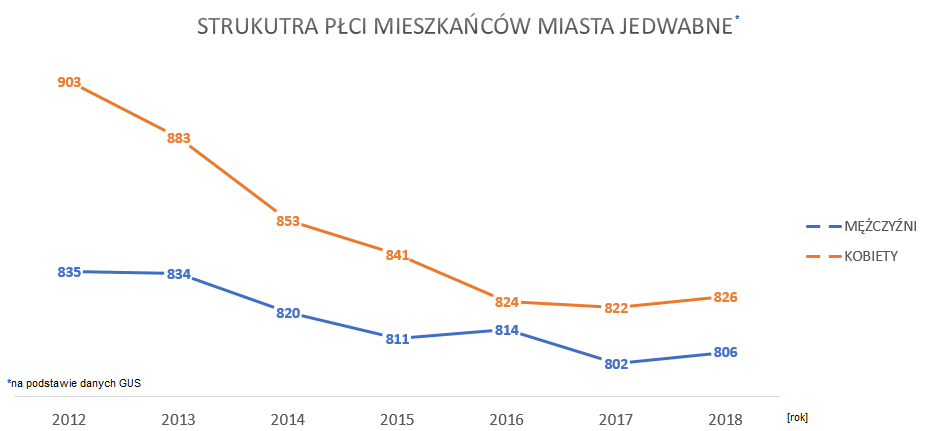

Piramida wieku mieszkańców Jedwabnego w 2014 roku.

## Gospodarka
Na terenie miasta znajduje się zakład produkcji stolarki okiennej, zakład produkcji elementów budowlanych, kopalnie kruszywa oraz tartak.

## Transport
Przez miasto przebiegają drogowe szlaki komunikacyjne:
- droga wojewódzka nr 668 (Piątnica Poduchowna – Jedwabne – Przytuły – Radziłów – Osowiec-Twierdza)
- droga powiatowa nr 1830B (Stawiski – Jurzec Włościański – Kossaki-Turki – Jedwabne)[23]
- droga powiatowa nr 1834B (Jedwabne – Konopki Chude – Borawskie – Supy – Wagi – Dusze – Racibory – Radziłów)[23]
- droga powiatowa nr 1922B (Jedwabne – Bronaki-Pietrasze)[23]
- droga powiatowa nr 1925B (Jedwabne – Grądy Wielkie – Makowskie – Burzyn)[23]
- droga powiatowa nr 1928B (Jedwabne – Przestrzele – Kucze Wielkie – Siestrzanki – Mocarze)[23]
- droga powiatowa nr 1961B (Wizna – Męczki – Kotowo-Plac – Jedwabne)[23]

Miasto skomunikowane jest bezpośrednimi połączeniami autobusowymi z Białymstokiem, Ełkiem, Grajewem, Kolnem, Łomżą, Przytułami, Radziłowem, Stawiskami, Szczuczynem i Wizną.

## Kultura
Na terenie miasta znajdują się:
- Miejsko-Gminny Ośrodek Kultury (MGOK)
- Biblioteka Publiczna

Oba obiekty znajdują się w zabytkowym dworze.

## Oświata
W mieście znajdują się:
- Punkt Przedszkolny
- Zespół Szkół Samorządowych, w skład którego wchodzą:
  - Szkoła Podstawowa im. Adama Mickiewicza
  - Liceum Ogólnokształcące
  - Branżowa Szkoła I stopnia

## Sport
Miejsko-Gminny Klub Sportowy Victoria Jedwabne najprawdopodobniej powstał w 1954 r. Początkowo istniały sekcje lekkoatletyczne. W 1962 roku powstała sekcja piłki nożnej. Awans do IV ligi – najwyższego poziomu rozgrywek w historii klubu – wywalczono w 1974 r. Po wieloletniej nieobecności klub sportowy w postaci sekcji piłki nożnej reaktywowano w 2007 r. Od tego czasu drużyna występowała w rozgrywkach ligowych Klasy B, Klasy A oraz Klasy Okręgowej Seniorów (KOS). Zespół brał udział również w rozgrywkach Pucharu Polski (grupie podlaskiego ZPN), gdzie w edycji 2009/2010 odpadł w IV rundzie z ŁKS Łomża po wcześniejszym wyeliminowaniu Wissy Szczuczyn, która w tamtym sezonie awansowała do III ligi. Aktualnie drużyna nie posiada zespołu seniorskiego.
Boisko sportowe znajduje się przy Zespole Szkół Gimnazjalnych i Ponadgimnazjalnych. Boisko ma wymiary 100 × 60 m i otoczone jest bieżnią. Kibice mają do dyspozycji 100 miejsc siedzących.

## Pozostałe informacje
W mieście znajduje się przychodnia rejonowa oraz posterunek policji. Nad bezpieczeństwem czuwa Ochotnicza Straż Pożarna, powstała w 1898 roku, której remiza została zmodernizowana w 2020 roku.

## Honorowi Obywatele Jedwabnego
- Tomasz Strzembosz (2004)
- Jerzy Robert Nowak (2006)